# Last Days of Humanity
Last Days of Humanity ist eine Goregrind-Band mit Einflüssen aus dem Death Metal aus den Niederlanden. 

## Geschichte
Last Days of Humanity wurde am 30. Dezember 1989 als Projekt von Erwin de Wit und Hans Smits im Rahmen eines Konzerts gegründet. 1990 entwickelte sich daraus eine richtige Band. 1993 erschien das Demo Human Atrocity. Seitdem wechselte das Line-up kontinuierlich, einzige Konstante ist Gründungsmitglied Erwin de Wit. 1996 bekam die Band einen Plattenvertrag bei dem deutschen Label Moonlight Records und die Band nahm ihr Debütalbum innerhalb von zwei Tagen auf. Die Plattenfirma konnte jedoch das Geld nicht vorstrecken und so blieb das Album erstmal unveröffentlicht. Es dauerte noch zwei Jahre, bis das neu gegründete Independent-Label Bones Brigade Records das Album Sounds of Rancid Juices Sloshing Around Your Coffin schließlich veröffentlichte.
Auf dem gleichen Label erschienen das Album Hymns of Indigestible Suppuration (2000), sowie das Livealbum The XTC of Swallowing Faeces (2004). Außerdem veröffentlichte die Gruppe einige Split-Veröffentlichungen und Extended Plays über diverse Labels. 2006 löste sich die Gruppe nach der Veröffentlichung des dritten Studioalbums Putrefaction in Progress auf.

### Reunion
2010 gründete Erwin de Wit die Gruppe neu. Die aktuelle Besetzung besteht aus Bart Bouwmans (Gesang), William van den Ven (Gitarre), Erwin de Vit (Bass) und Marc Palmen (Schlagzeug).

## Stil
Last Days of Humanity ist dem Goregrind-Genre zuzuordnen. Dieses Subgenre des Grindcores zeichnet sich vor allem durch splatterfilmähnliche, gewalttätige Texte aus. Besonders am Anfang verzichtete die Band auf Texte und drückte ihre Zugehörigkeit zum Goregrind über das Artwork und die Songtitel aus. Erst nach dem ersten Album, mit neuem Sänger Bart de Boumans, wurden Texte verfasst. Last Days of Humanity versteht sich als unpolitische Band und hat, trotz diverser Gerüchte Anfang 2000, keinerlei rassistischen Hintergrund. Diese Gerüchte entstanden, als in dieser Zeit ein Rassist mit einem T-Shirt der Band gesichtet wurde.

## Diskografie

### Demos
- 1992: Demo
- 1993: Human Atrocity

### Split-EPs
- 1994: Split-EP mit Vulgar Degenerate (Gulli Records)
- 1995: Pathological Dreams (Split-EP mit Confessions of Obscurity, Chaos Records)
- 1996: Defleshed by Flies (Split-EP mit Rakitis, Through the Eyes of the Hated Records)
- 2000: Split-EP mit Morgue (Evil Biker Records)
- 2001: Choked in Anal Mange (Split-EP/MCD mit Cock and Ball Torture, Fleshfeast Records/Unmatched Brutality)
- 2001: 138 Minutes Body Disposal (Split-EP mit Stoma)

### Alben
- 1998: Sounds of Rancid Juices Sloshing Around Your Coffin (Bones Brigade Records)
- 2000: Hymns of Indigestible Suppuration (Bones Brigade Records)
- 2004: The XTC of Swallowing Feaces (Live-CD, Bones Brigade Records)
- 2006: Putrefaction In Progress (Bones Brigade Records)
- 2021: Horrific Compositions of Decomposition

### Sonstige Veröffentlichungen
- 2003: Dutch Assault (Split-CD mit Suppository, S.M.E.S. und Inhume, Relapse Records)
- 2004: Split-Picture-LP mit Lymphatic Phlegm (Black Hole Productions)
- 2005: In Advanced Haemorrhaging Conditions (MCD, Bones Brigade Records)
- 2007: Rest In Gore 1989-2006 (Doppel-CD, Best-of-Album, Eye of Terror Records/Bones Brigade Records)